# Tyndrum
Tyndrum (gael. Taigh an Droma) – pasmo w Grampianach Zachodnich, w Szkocji. Pasmo to otacza od północy, zachodu i południa wioskę, od której wzięło swoją nazwę. Najwyższym szczytem jest Ben Lui, który osiąga wysokość 1130 m.
Najważniejsze szczyty:
- Ben Lui (1130 m),
- Ben Oss (1029 m),
- Beinn Dubhchraig (978 m),
- Beinn a’ Chleibh (916 m).